# مغنولية صفراء الأزهار
ماغنوليا صفراء الأزهار (الاسم العلمي: Magnolia xanthantha) هي نوع من النباتات تتبع جنس الماغنوليا من الفصيلة الماغنولية.